# Legge ex Cirielli
La legge 5 dicembre 2005, n. 251 (conosciuta come legge ex Cirielli o Salva Previti) è una legge della Repubblica Italiana che dispone in tema di diritto penale.
Viene chiamata "ex Cirielli" perché il suo primo firmatario, il deputato Edmondo Cirielli, dopo le modifiche apportate dal parlamento la sconfessò e votò contro, chiedendo successivamente che non venisse più chiamata con il suo nome.

## Il contenuto
La legge introdusse modifiche al codice penale italiano e alla legge 26 luglio 1975, n. 354 in materia di attenuanti generiche, di recidiva, di giudizio di comparazione delle circostanze di reato per i recidivi, di usura e di prescrizione. In particolare, diminuiscono i termini di prescrizione e aumentano le pene per i recidivi e per i delitti di associazione mafiosa e usura. Si è disposto che la nuova disciplina non abbia effetto retroattivo, in maniera da non essere applicata ai processi in corso di dibattimento.
La norma modificò il calcolo della prescrizione dei reati di cui all'art. 157 del codice penale italiano. La previgente disciplina commisurava i termini prescrizionali in base a "scaglioni" (esempio: la prescrizione è di 15 anni se per il delitto è stabilita la pena della reclusione non inferiore a 10 anni), la nuova legge invece fissa i termini di prescrizione rendendoli uguali al massimo della pena edittale prevista per il tipo di reato (esempio: la prescrizione per il delitto di ricettazione sarà di 8 anni visto che la pena massima prevista è di anni 8) mantenendo la prescrizione fissa in 4 anni per i reati contravvenzionali e in 6 anni per i delitti la cui pena sia non superiore a 6 anni oppure sia pecuniaria.
La legge prevede anche un diverso aumento del termine prescrizionale nel caso in cui si verifichi un atto interruttivo pari ad 1/4 della pena, sia nel caso di delitti che di reati contravvenzionali. Inoltre è previsto che la detenzione negli istituti carcerari per un ultrasettantenne sia commutata in arresti domiciliari «purché non sia stato dichiarato delinquente abituale, professionale o per tendenza, né sia stato mai condannato».

## Le obiezioni di costituzionalità
Il 2 febbraio 2012 il pubblico ministero Fabio De Pasquale ha sollevato un dubbio di costituzionalità della norma, invocando il controllo di legittimità costituzionale.
La richiesta è stata formalizzata nel corso del processo a carico di sei manager del gruppo SNAM, imputati di corruzione internazionale per aver pagato mazzette in Nigeria per lo sfruttamento di un giacimento petrolifero. La quarta sezione del tribunale di Milano doveva dichiarare prescritti i reati, essendo passati sette anni e mezzo dalla commissione dei reati (con la precedente norma la prescrizione si sarebbe applicata nel 2019). Per De Pasquale e il suo collega, Sergio Spadaro, l'applicazione della Cirielli è in contrasto con le convenzioni internazionali dell'Ocse e con le sentenze della Corte per i diritti dell'uomo. "In questi anni - ha sostenuto il pm in aula - grazie a questa riforma del 2005 si è pianificata nei palazzi di giustizia una strategia del ritardo per impedire che i processi arrivassero a sentenza".

## Casistica di applicazione
- Un'applicazione della ex Cirielli la troviamo nelle vicende giudiziarie di Cesare Previti e Attilio Pacifico, riguardanti l'accusa di corruzione nell'ambito del processo IMI-SIR. Il 4 maggio 2006 Previti e Pacifico vengono condannati in via definitiva a 6 anni di detenzione, e il giorno successivo Previti si dimette dalla carica di parlamentare (almeno secondo quanto lui stesso afferma) e si presenta al carcere di Rebibbia, dove inizia a scontare la pena inflittagli. Il 10 maggio, cioè pochi giorni dopo, ottiene tuttavia gli arresti domiciliari[6] ai sensi del comma 1 dell'articolo 47-ter della legge 26 luglio 1975 n. 354, modificato proprio dalla ex Cirielli qualche tempo prima, secondo il quale non è prevista la detenzione negli istituti carcerari per un ultrasettantenne «purché non sia stato dichiarato delinquente abituale, professionale o per tendenza, né sia stato mai condannato»;[3] per questo motivo la ex Cirielli, approvata durante il Governo Berlusconi III, quando Previti era ancora deputato, è stata ribattezzata "legge salva-Previti".[7]

- Un altro esempio di applicazione è nel processo Parmalat, in cui la società “Bank of America” viene prosciolta per prescrizione in accordo a quanto previsto dalla Cirielli.[8]

- Ulteriore esempio ha riguardato il caso di corruzione dell'avvocato inglese David Mills da parte di Silvio Berlusconi.

- Caso meno famoso riguarda la pena a tre anni di detenzione inflitta dal tribunale monocratico di Napoli ad una persona, già condannata per un altro reato simile compiuto in precedenza, riconosciuta colpevole di aver rubato in un discount un pacchetto di biscotti del valore di 1,29 euro. La sproporzione della sentenza deriva dalla ex Cirielli, che, prevedendo un aumento di pena per i recidivi, impediva il riconoscimento di attenuanti, quali il danno lieve, come circostanze prevalenti.[9][10]